# Когнитивное картирование
Когнитивное картирование — методика, позволяющая выявить в политических текстах структуру рассуждения (что чему способствует/препятствует, что из чего следует и т.п.), и на основании этого сделать выводы о мышлении автора текста и его видении политической ситуации. Фактически когнитивное картирование позволяет определить факторы, которые учитывают политики при принятии решений. Стратегия выбора факторов и задает возможную типологию политического мышления. Факторы выбираются из общего смысла или из отдельных ключевых фраз («политика — это война», «нажимать до предела», «не бывает нейтралов») и т.д. Проанализировав текст автора подобным способом, можно прогнозировать его намерения.